# Robert Oksa

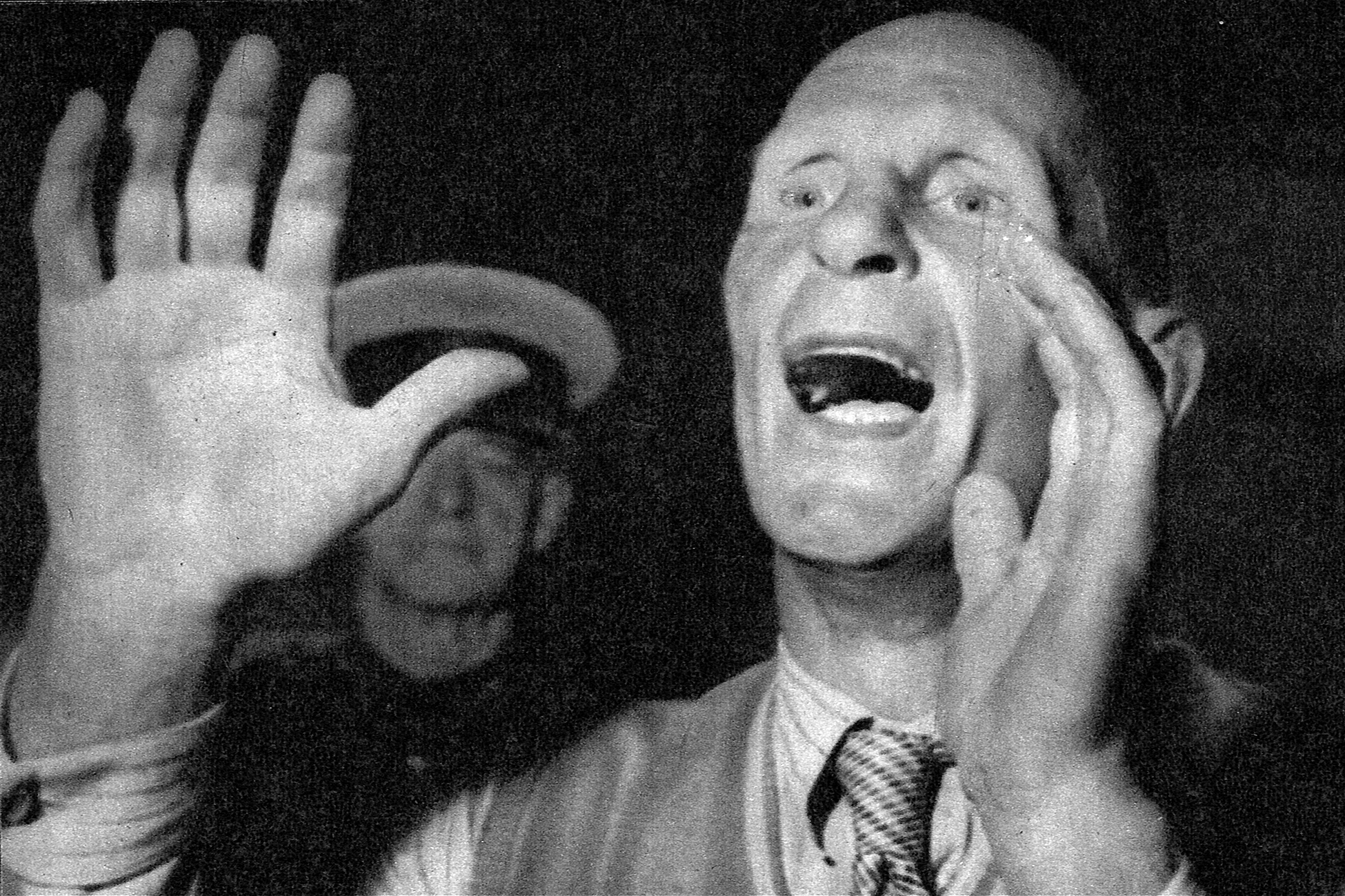
Oksa coachar de svenska brottarna vid OS 1948

Robert Aleksander Oksa, född 13 februari 1893 i Åbo, död 1967 i Stockholm, var en finländsk brottare och brottningstränare, som var rikstränare för svenska brottningslandslag från 1925 till 1952. Under den perioden tog svenska brottare 21 olympiska guldmedaljer.
Oksa var en järnvägsarbetare som representerade Åboföreningarna TuUL, Weikot och Riento. Åren 1915–1917 vann han tre finska mästerskap i grekisk-romersk stil. Från 1914 till 1920 förlorade Oksa inte en enda match.[källa behövs]
År 1918 deltog Oksa i finska inbördeskriget på den röda sidan. Han dömdes till tio års fängelse för högförräderi, men lyckades fly från fånglägret i Dragsvik. Oksa flyttade till Sverige och blev svensk medborgare 1944. 1923–1924 var han tränare för estniska brottningslandslag.

## Meriter
- 1912 FM-silver 73 kg
- 1914 FM-silver 75 kg
- 1915 FM-guld 75 kg
- 1916 FM-guld 75 kg
- 1917 FM-guld 75 kg